# مركز صلاح الدين الإسلامي
مركز صلاح الدين الإسلامي Salaheddin Islamic Centre هو مسجد يقع في دائرة سكاربورو في مدينة تورونتو في أونتاريو في كندا. 
وهو مشهور بالإمام علي هندي. فمنذ توليه منصبه في عام 1997 حول المسجد الصغير إلى مركز كبير، به العديد من المرافق والبرامج. 